# Piosenki po polsku
Piosenki po polsku – czwarty album studyjny polskiego zespołu Afro Kolektyw, wydany 23 stycznia 2012 roku nakładem oficyny Universal Music Polska. Stanowiące woltę stylistyczną nagrania stworzone w częściowo zmienionym składzie dotarły do 30. miejsca listy OLiS.
Nagrania zostały zarejestrowane w Studio 7, Nie Wyjdzie Studio, Studio im. Agnieszki Osieckiej oraz Studio S-2. Miksowanie odbyło się Studio 7, natomiast mastering w High-End Audio Studio. 

## Lista utworów
Opracowano na podstawie materiału źródłowego.
1. „Nasza doskonałość” – 2:55
2. „Wiążę sobie krawat” – 3:37
3. „Niemęskie granie” – 3:16
4. „Człowiek guma” – 1:58
5. „Czasem pada śnieg w styczniu (Zakazane warzywo)” – 3:12
6. „Do ukochanej pracy” – 3:38
7. „Idź i obmyj w sadzawce Syloe” – 4:16
8. „Może herbatki” – 3:40
9. „Żałosny wieczór z czarnoksiężnikiem” – 3:53
10. „Krótki film o kaszlu” – 2:57
11. „Mało miejsca na dysku” – 3:05
12. „Jeżeli kiedyś zabraknie mnie (Ostateczne rozwiązanie naszej kwestii II)” – 4:03
13. „Zły login” – 2:32 (ukryty utwór)

## Twórcy
Opracowano na podstawie materiału źródłowego.

- Michał „Afro” Hoffmann – wokal, słowa, syntezator (1, 12), realizacja nagrań
- Rafał Ptaszyński – gitara basowa, gitara (3, 7)
- Remigiusz „Remek” Zawadzki – perkusjonalia, syntezator (6, 9), dzwonki, realizacja nagrań
- Michał Szturomski – gitara, gitara basowa (3, 7)
- Artur Chaber – perkusja
- Stefan Głowacki – Rhodes, melotron, organy Hammonda, pianino, syntezator
- Joanna Duda – konspekt (1)
- Aleksandra Janusz – wokal wspierający (2), konspekt (2)
- Nina Karpińska – wokal wspierający (2), konspekt (2)
- Kinga Miśkiewicz – wokal wspierający (8), konspekt (8)
- „Mechanikk” – konspekt (6)
- Borys Dejnarowicz – konspekt (7)
- Grzegorz Piwkowski – mastering
- Marcin Gajko – miksowanie
- Błażej Domański – realizacja nagrań
- Karol Mańkowski – realizacja nagrań
- Tomasz Kudlak – oprawa graficzna
- Przemysław Kulikowski – zdjęcia